# Phacelia salina
Phacelia salina là loài thực vật có hoa trong họ Mồ hôi. Loài này được (A. Nelson) J.T. Howell miêu tả khoa học đầu tiên năm 1944.